# Philips Winterkoning
Philips Winterkoning van Ooltgensplaat (ca.1542-1566) was een pionier in de handel met Noord-Rusland.

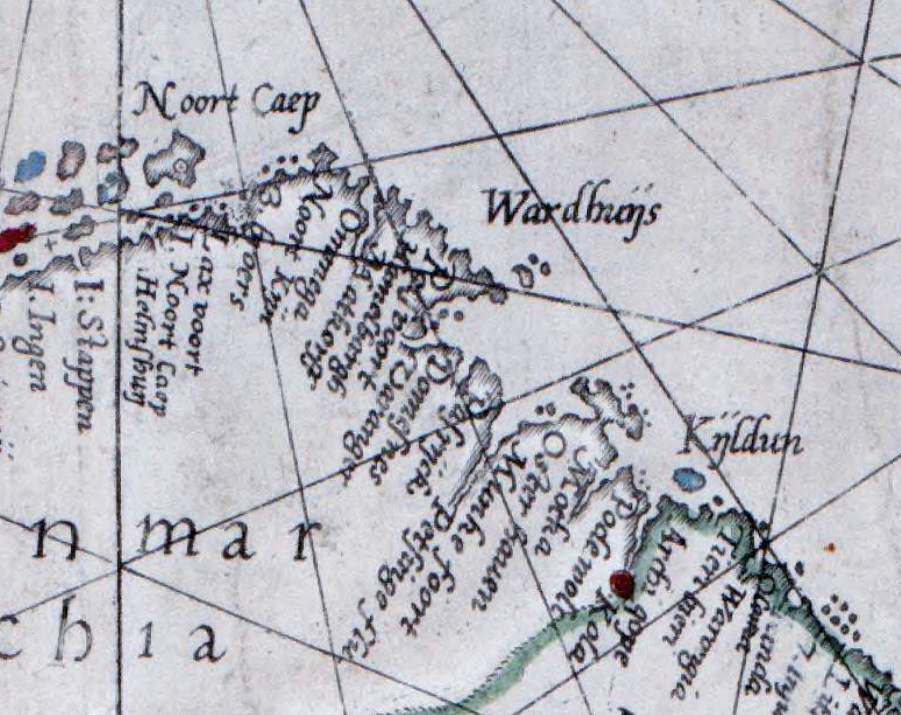
Noordkust van Noorwegen (1589) met v.l.n.r. Noort Caep, Wardhuijs, Petsinga rivier, Munke foort, Kola en Kijldun. (Fragment uit een kaart van Lucas Wagenaer)

Philips Winterkoning was in dienst van de slotvoogd Erich Muncken van Vardøhus (in Noord-Noorwegen, toentertijd Deens gebied). Hij zag hier wel handelsmogelijkheden, en terug in Antwerpen (1563) werd hij functionaris in een compagnie die werd opgericht door Jan van Reyden en Cornelis de Meyer. De compagnie zou jaarlijks een schip uitzenden, en vanuit Vardøhus handelen met de monniken van Munckefjord (Petsjenga), een plaatsje tussen Vardøhus en Kola.
In 1565 zond de compagnie zelfs drie schepen uit naar Vardøhus, de Jan Baptista, de Sinte Peeter en Den Gulden Rinck. Slotvoogd Muncken van Vardøhus was echter vervangen door Jacob Hanszen. Op verzoek van de nieuwe voogd reisde Winterkoning op de Sinte Peeter naar Bergen om de tol af te dragen, maar door een vliegende storm werd het schip naar Engeland gedreven.
Met een octrooi van Margaretha van Parma voor de handel met de noordelijke landen tot aan Moskou toe, en met nieuwe compagniegenoten uit Antwerpen, Brugge en Enkhuizen, vertrok Winterkoning in 1566 opnieuw naar het noorden. Het schip, de Jan Baptista, werd in Petsjenga volgeladen met goederen en vertrok weer richting Antwerpen. Winterkoning en drie compagnons, Michiel de Heere, Otte de Meijer en Jan Lambrecht bleven achter en wilden vanuit Petsjenga met een lodya (een klein Russisch kustvaartuig) verder, met als doel de Noordelijke Dvina, om daarna verder te reizen naar het hof van de Grootvorst. Nabij Kildin werden Winterkoning en zijn varensgezellen 's nachts overvallen en gedood.
Toen in 1567 het schip de Jan Baptista terugkeerde vernam men in Kola wat er was gebeurd. Het betekende echter niet het einde van de handel in dit gebied. Zie daarvoor Cornelis de Meyer.
- Biografisch Portaal: 00347234